# Dong Wan Ha
Dong Wan Ha es un pianista coreano de música clásica nacido en Seúl en 1988.

## Biografía
Dong Wan Ha inició sus estudios musicales a la edad de siete años. Durante algunos años estudió con Jung-Hyun Lee, ganando algunos concursos regionales. Continuó sus estudios de piano con Mari Kwon en la Escuela Superior de Artes Sunhwa de Seúl, ganando algunos premios que incluían recitales en otros lugares (2005). Es bachiller de música (piano) por la Universidad Nacional de Seúl, en 2011. Allí estudió con Hyoung-Joon Chang. Estudió con Barry Snyder con el que obtuvo un Master de Música en Piano por la Escuela de Música Eastman de la Universidad de Rochester, en 2013. Desde ese año amplía estudios en Cleveland con Haesun Paik y Anita Pontremolli en el Instituto de Música de Cleveland. En 2015 se graduó con los diplomas en piano solo y acompañante.
Su repertorio incluye obras de Bach, Domenico Scarlatti, Mozart, Haydn, Beethoven, Schubert, Chopin, Schumann, Liszt, Grieg, Scriabin, Rachmaninoff, Debussy, Ravel, Bartók, Poulenc, Barber o Hamelin.

### Recitales
- Recitales externos de la Sunhwa en 2005.
- Concierto de Jóvenes Artistas Bucheon en 2006.
- Concierto de Cámara Joven Kumho en 2009.
- Concierto de Artistas Jóvenes Kumho en 2010.
- Centro Kennedy en 2014.
- Conciertos de piano con la Orquesta de la Escuela Superior de Artes Sunhwa en 2005.
- Concierto con la Orquesta Filarmónica de Corea en 2010.
- Concierto con la Orquesta Sinfónica de la Escuela Eastman en 2011.
- Recital en Centro Kennedy de Washington el 16 de febrero de 2016.[1]
- Recital en la Universidad Northwestern, Evaston, EUA en junio de 2016.[2]

## Premios
- Concurso Internacional de Glasgow de Jóvenes Pianistas (Reino Unido).
- Concurso Internacional Chopin de Japón.
- Primer Premio en el XXXV Concurso Internacional de Piano Delia Steinberg, Madrid, España, en 2016.[3][4]